# Yoğunoluk, Samandağ
Yoğunoluk là một xã thuộc huyện Samandağ, tỉnh Hatay, Thổ Nhĩ Kỳ. Dân số thời điểm năm 2011 là 682 người.